# Сборная Гренады по футболу
Сбо́рная Грена́ды по футбо́лу (англ. Grenada national football team) — национальная футбольная сборная государства Гренада, управляется Футбольной ассоциацией Гренады. Сборная Гренады ни разу не квалифицировалась на чемпионаты мира, а на Карибских кубках дважды занимала второе место — в 1989 и 2008 годах.

## Чемпионат мира
- 1966 — 1978 — не играла
- 1982 — не квалифицировалась
- 1986 — отказалась от участия
- 1990 — 1994 — не играла
- 1998 — 2026 — не квалифицировалась

## Чемпионат наций КОНКАКАФ / Золотой кубок КОНКАКАФ
- 1963 — 1977 — не играла
- 1981 — не квалифицировалась
- 1985 — отказалась от участия
- 1989 — не играла
- 1991 — не играла
- 1993 — 2007 — не квалифицировалась
- 2009 — групповой этап
- 2011 — групповой этап
- 2013 — не квалифицировалась
- 2015 — не квалифицировалась
- 2017 — не квалифицировалась